# Rachel Proctor
Rachel Christine Proctor (Charleston, West Virginia, 11 augustus 1974) is een Amerikaans countryzangeres en liedschrijfster. Ze heeft tot op heden twee albums uitgebracht, en één ep.
Proctor begon haar muziekcarrière in 2002 met het schrijven van een single voor Martina McBride.
In 2004 kwam Proctors debuutalbum uit: "Where I belong". Van de plaat werden vier singles gehaald, die het alle vier goed deden in de Amerikaanse countrytop. Haar bekendste lied van "Where I belong", "Me and Emily" werd ook genoteerd in de Billboard Hot 100 op de 110e plek.
Proctor moest haar platenmaatschappij BNA Records na het verschijnen van haar debuutplaat verlaten. Ze bracht vervolgens in eigen beheer de ep "Only Lonely Girl" uit in 2006. Na de ep kreeg ze een contract bij EMI Music. Hier verscheen in 2009 haar tweede album: "What didn't kill me".
Naast haar solocarrière schrijft Proctor ook (country-)liedjes voor andere artiesten. Ze schreef onder meer singles voor Jessica Simpson (waaronder de countryhit "Come on over") en Jesse Lee.

## Discografie

### Albums
- Where I Belong (2004)
- What didn't kill me (2006)

- Bibliothèque nationale de France: cb14639769f (data)
- Gemeinsame Normdatei: 135373697
- International Standard Name Identifier: 0000 0000 5520 1396
- Library of Congress Control Number: n2003082255
- MusicBrainz: f1f5cf39-70e5-4412-ada3-627e491cb53a
- Virtual International Authority File: 10106307
- WorldCat: E39PBJhH4ghYHrvwgvXRW4ckjC